# Zagarolo
Zagarolo là một đô thị ở tỉnh Roma, trong vùng Lazio ở miền trung Ý.

Đô thị này có dân số 14.620 người và tổng diện tích 28 km².
Zagarolo giáp các đô thị: Colonna, Gallicano nel Lazio, Monte Compatri, Palestrina, Roma, San Cesareo (former frazione of Zagarolo).
Đây là nơi sinh của Goffredo Petrassi.